# Women's BeNe League
De Women's BeNe League was een Belgisch-Nederlandse vrouwenvoetbalcompetitie. De competitie werd georganiseerd door de Belgische en Nederlandse voetbalbond in de seizoenen 2012/13, 2013/14 en 2014/15. Van beide landen kwalificeerde het hoogst geplaatste team zich als landskampioen voor de UEFA Women's Champions League.

## Geschiedenis
Op 13 februari 2012 werd bekendgemaakt dat de Women's BeNe League met ingang van seizoen 2012/13 van start ging, waarna men verderging met het uitwerken van de opzet, structuur en inrichting van de competitie. Jan Willem van Dop werd aangesteld als kwartiermaker en sportmarketingbureau Triple Double nam de Marketing en Communicatie voor haar rekening. Begin mei werd Ingrid Vanherle als manager van de competitie aangesteld. Tevens werd bekend dat dertien Belgische clubs zich hadden aangemeld voor de nieuwe competitie. Uiteindelijk kregen acht teams uit België een licentie en negen teams in Nederland. Doordat VVV-Venlo zich na de overstap van veel spelers naar FCE/PSV genoodzaakt zag de stekker uit het elftal te trekken bleven er acht Nederlandse teams over, zoals oorspronkelijk de bedoeling was.
De eerste editie van de Women's BeNe League bestond uit twee verschillende competities: de Women's BeNe League A en de Women's BeNe League B. In de eerste seizoenshelft werkten de teams uit België en Nederland hun wedstrijden af in eigen nationale competities, respectievelijk de BeNe League Red en de BeNe League Orange. De eerste vier ploegen van beide competities speelden na de winterstop verder in de Women's BeNe League A voor de titel, terwijl de laatste vier in de Women's BeNe League B verder speelden. Het hoogst geplaatste team uit zowel België als Nederland in BeNe League A plaatst zich voor de UEFA Women's Champions League. Het laagst geplaatste Belgische team in de BeNe League B kon eventueel degraderen, voor de Nederlandse teams was er geen degradatie mogelijk.
Voor de tweede editie werd meteen al een hervorming doorgevoerd. Alle deelnemende clubs uit beide landen speelden in een volledige competitie. Een week voor de aanvang van de competitie trok Sint-Truidense VV zich terug. Per 31 januari 2014 werd FC Utrecht (Stichting Vrouwen Voetbal Utrecht) uit de competitie genomen vanwege hun faillissement. Alle al gespeelde wedstrijden werden geschrapt.
Eind 2014 werd beslist dat de competitie na het derde seizoen zou worden opgedoekt, toen bleek dat de Nederlandse clubs en voetbalbond KNVB niet tot een akkoord kwamen over clubfinanciering. Van de veertien teams die het tweede seizoen voltooiden namen dertien teams deel in dit derde en laatste seizoen. Antwerp FC was de club die afhaakte.

## Kampioenen
| Seizoen | Competitiekampioen | Kampioen België | Kampioen Nederland |
| ------- | ------------------ | --------------- | ------------------ |
| 2012/13 | FC Twente          | Standard Luik   | FC Twente          |
| 2013/14 | FC Twente          | Standard Luik   | FC Twente          |
| 2014/15 | Standard Luik      | Standard Luik   | FC Twente          |